# LBE P 4

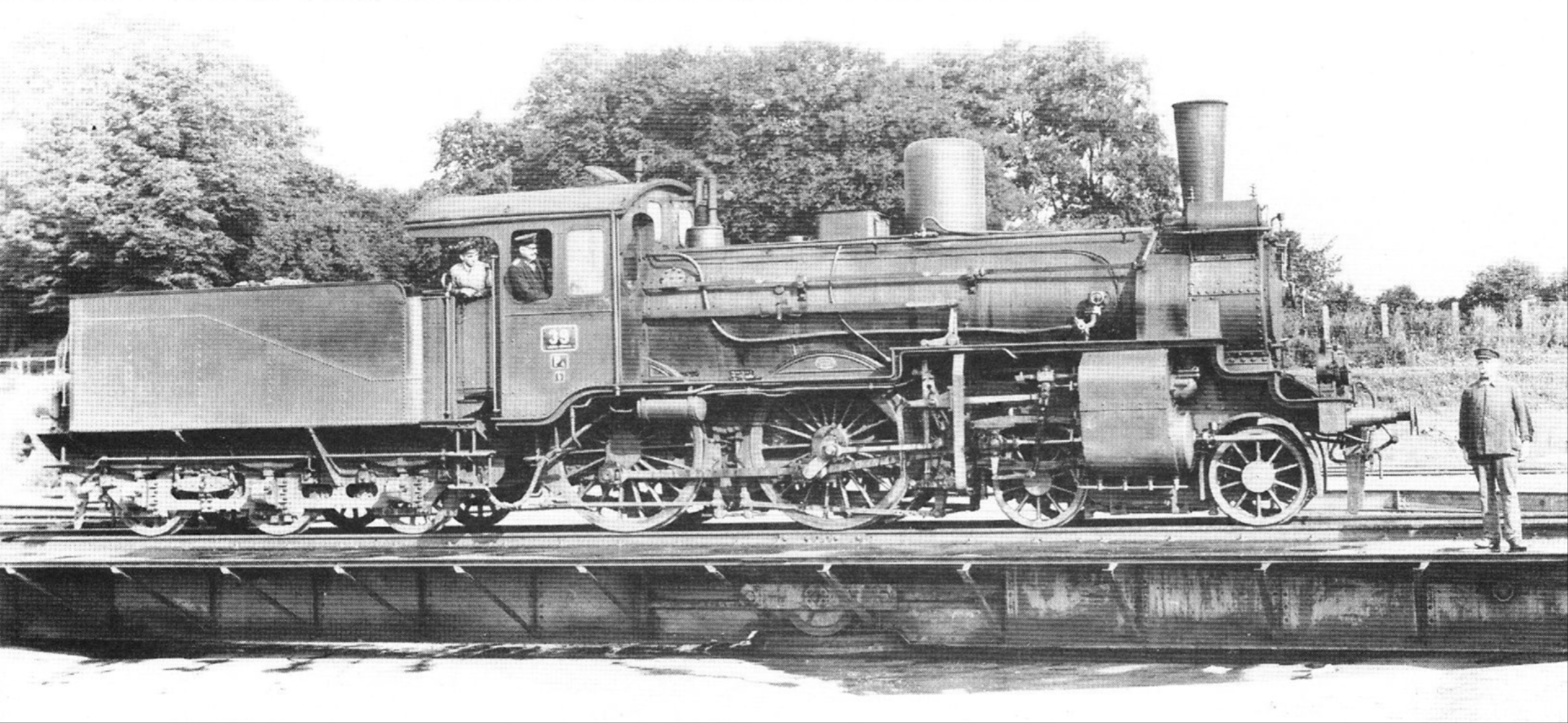
P 4 Nr. 39, ehemals SATURN (Bj. 1906)

In die Gattung P 4 reihte die Lübeck-Büchener Eisenbahn (LBE) folgende Lokomotiven ein:
- 63 METEOR, 64 COMET (ab 1917: 34–35): wie Preußische P 4.1 nach Musterblatt III-1d, nur mit verkürztem Achsstand, Baujahr 1904
- 65 MERCUR, 66 MARS, 67 JUPITER, 68 SATURN, 71 URANUS (ab 1917: 36–40): wie Preußische P 4.2 nach Musterblatt III-1e, nur mit verkürztem Achsstand, Baujahre 1905–1907